# 李察·威克
李察·威克（英語：Richard Wenk，1956年5月6日—），美國男編劇、製片人、演員及導演。

## 早期生活
李察·威克出生於紐澤西州普蘭菲爾德，並畢業於紐約大學。

## 作品列表

### 編劇
- 1986：《穿梭猛鬼城》
- 1999：《別說再見》
- 2006：《狙擊封鎖線》
- 2011：《極速秒殺》
- 2012：《浴血任務2》
- 2014：《私刑教育》
- 2016：《絕地7騎士》
- 2016：《神隱任務：永不回頭》
- 2017：《潛龍突擊隊》
- 2018：《私刑教育2》
- 2021：《刺客密令》[2]
- 2023：《私刑教育3》
- 2023：《快枪查理》
- 2024：《獵人克萊文》

### 導演
- 1986：《Dracula Bites the Big Apple》（短片）
- 1986：《穿梭猛鬼城》
- 1994：《Attack of the 5 Ft. 2 Women》（電視電影）
- 1994：《甜蜜高谷》（電視劇；1集）
- 1999：《別說再見》
- 2002：《願望魔法》

### 演員
- 1999：《別說再見》-Good Call Johnny D.J.
- 2006：《狙擊封鎖線》-ADA警探

### 監製
- 1986：《Dracula Bites the Big Apple》（短片）
- 2004：《鄰家女優》（聯合製片人）
- 2014：《私刑教育》
- 2018：《私刑教育2》

## 外部連結
- 李察·威克在互联网电影资料库（IMDb）上的資料（英文）